# Bozsik Aréna
Bozsik Aréna – stadion piłkarski w Budapeszcie (w dzielnicy Kispest), stolicy Węgier. Został wybudowany w latach 2019–2021 i otwarty 14 marca 2021 roku. Obiekt powstał częściowo w miejscu dawnego stadionu im. Józsefa Bozsika, rozebranego na początku 2019 roku. Pojemność Bozsik Arény wynosi 8200 widzów. Swoje spotkania na obiekcie rozgrywają piłkarze klubu Budapest Honvéd FC.

## Historia
Na początku 2014 roku zadecydowano o budowie nowego stadionu klubu Budapest Honvéd FC. Pierwotne plany zakładały ukończenie budowy pod koniec 2015 roku. Przygotowywanie inwestycji zajęło jednak znacznie więcej czasu, ponadto pierwotnie zakładany koszt (5 mld forintów) okazał się nierealny. Wykonawcę wyłoniono w 2018 roku, a kwota za budowę stadionu miała wynieść 11,8 mld forintów (ostateczny koszt sięgnął jednak 17 mld). Na przełomie lutego i marca 2019 roku rozebrano dotychczasowy obiekt Budapest Honvéd FC, stadion im. Józsefa Bozsika, po czym przystąpiono do budowy. Nowy obiekt powstał częściowo w miejscu dawnego stadionu (jest on nieco przesunięty w kierunku północno-wschodnim). W przeciwieństwie do starego stadionu ma on układ typowo piłkarski, bez bieżni wokół boiska. Na czas budowy Budapest Honvéd FC przeniósł się na Hidegkuti Nándor Stadion. Pierwsze spotkanie na nowym stadionie rozegrano 14 marca 2021 roku (był to mecz III ligi pomiędzy rezerwami Budapest Honvéd FC i drużyną Szekszárdi UFC, wygrany przez gospodarzy 5:1; z powodu obostrzeń związanych z trwającą pandemią COVID-19 spotkanie odbyło się bez udziału publiczności). W dniach 24–30 marca 2021 roku na stadionie odbyły się trzy spotkania fazy grupowej piłkarskich mistrzostw Europy do lat 21. Ponadto na 31 maja zaplanowane jest rozegranie w tym obiekcie jednego ze spotkań ćwierćfinałowych (turniej w 2021 roku ma nietypową formułę i rozłożony jest na dwa etapy: faza grupowa w marcu i faza pucharowa na przełomie maja i czerwca).

## Opis
Obiekt ma typowo piłkarski układ z trybunami otaczającymi boisko z czterech stron i znajdującymi się tuż za liniami końcowymi. Trybuna główna, usytuowana po stronie zachodniej, odseparowana jest od pozostałych trybun (łączy się z nimi jedynie poprzez zewnętrzną elewację). Pojemność trybun wynosi 8200 widzów. Wszystkie trybuny są zadaszone, a na dachu osadzono oświetlenie boiska. Obiekt spełnia normy IV (najwyższej) kategorii UEFA. Podobnie jak poprzednik, nazwany jest na cześć legendarnego piłkarza klubu Budapest Honvéd FC, Józsefa Bozsika.